# Vườn quốc gia Goongarrie
Vườn quốc gia Goongarrie là một vườn quốc gia ở Tây Úc, Úc.